# Tomáš Hüner
Tomáš Hüner, né le 26 juin 1959 à Ostrava en Tchécoslovaquie), est un homme politique tchèque. Il est ministre de l'Industrie et du Commerce du  13 décembre 2017 au 11 juillet 2018, appartenant au gouvernement Babiš I.